# Mitrailleuse Kord
 (octobre 2022).
Si vous disposez d'ouvrages ou d'articles de référence ou si vous connaissez des sites web de qualité traitant du thème abordé ici, merci de compléter l'article en donnant les références utiles à sa vérifiabilité et en les liant à la section « Notes et références ».
La mitrailleuse Kord ((ru) Корд) est une mitrailleuse lourde russe entrée en service en 1998 en remplacement de la NVS 12.7 Utes.

## Développement
La raison du développement de la Kord a été l'absence significative de mitrailleuse lourde de conception moderne en Russie. Après la chute de l'Union soviétique, l'arme en usage était la NSV, dont le centre de production était situé au Kazakhstan.
Le bureau d'études Degtiarev (Zid) a été missionné dans les années 90 pour concevoir une version calibrée en 12,7 × 108 mm, pouvant être utilisée sur support, montée sur véhicule, en ayant des capacités de défense aérienne.
Sur une architecture nouvelle, le prototype était nettement moins lourd que la NSV. Le mécanisme de tir a également été fortement renforcé, permettant à la fois une cadence de tir plus élevée et un recul diminué. La précision de l'arme est également accrue comparée à ses prédécesseures soviétiques.
Contrairement à nombre de mitrailleuses lourdes calibrées en 12,7 mm ou en 12,7 × 99 mm OTAN, elle peut être employée sur bipied, la rendant unique sur ce point. Finalement, ces améliorations permettent d'obtenir une arme de conception nouvelle, manipulable et utilisable — par certains soldats — sans assistance mécanique.
En juin 2023 à la suite du retour d'expérience des combats en Ukraine il a été décidé de moderniser les Kord. En effet dans sa version de base le fusil-mitrailleur ne peut tirer que 100 cartouches avant de devoir être refroidi. Avec cette modernisation il est prévu d'augmenter ce chiffre à 300, ceci en construisant un nouveau canon qui sera plus résistant aux chocs thermiques. En avril 2024 l'usine Zid n'avait pas encore communiqué sur les solutions concrètes de cette amélioration mais plusieurs options avaient été évoquées, en premier la création d'un nouveau canon avec un alliage plus résistant à la chaleur, une meilleure évacuation des gaz ou une zone du canon au contact avec l'air plus grande.

## Fonctionnement
Selon la variante, la mitrailleuse a une longueur de 1,6 m (véhicule) à 1,98 m (infanterie).  
La masse du fusil-mitrailleur varie en fonction de la version, des équipements et du nombre de cartouches ; mais la masse de base pour la version d'infanterie sans supplément et munitions est d'environ 25 kg. Avec une bande de 50 cartouches, la masse  monte à 32 kg, voire 34 kg avec un viseur. Cela représente un sérieux avantage par rapport à ses concurrentes, principalement la M2 qui pèse 38 kg sans munitions et équipements et qui peut atteindre les 72 kg avec tous ses accessoires! Grâce à sa moindre masse, un recul, et des vibrations grandement réduites par rapport à son prédécesseur NSV, le Kord est le seul fusil-mitrailleur de calibre 12,7 mm à pouvoir être utilisé comme une véritable arme d'infanterie. Un soldat peut se servir du Kord pour tirer à la hanche ou à l'épaule. 
Comme beaucoup d'armes russes le Kord utilise la technique de rechargement par emprunt de gaz pour éjecter les cartouches, un piston à gaz à longue course est placé sous le canon.

## Variantes
- 6P49 : variante de base pour l'usage montée sur véhicule
- 6P50 :
- 6P50-1 : Modèle avec bipied et crosse pour l'infanterie: +/- 15° d'angle
- 6P50-2 : Variante avec trépied et crosse pour l'infanterie
- 6P50-3 : Version montable sur système de fixation externe, avec éjection côté droit
- 6P51 : Ajustable pour gaucher ou droitier